# N395 (België)
De N395 is een verzameling van aftakkende wegen van de ringweg R8 bij de stad Kortrijk in België. De N395 zelf komt niet voor, alleen in combinatie met de toevoegende letters.

## N395a en N395b
De N395a en N395b zijn de parallelwegen van de R8 aan de noordkant van Kortrijk.
De N395a is de weg aan de buitenkant van de ringweg en de N395b is de parallelweg aan de binnenkant van de ring. Beide wegen zijn alleen in de tegenovergestelde richting van elkaar te berijden. Beide wegen bestaan uit 3 delen. 
Het eerste deel beginnen de wegen op de kruising met de Zandbergstraat en eindigen bij het kruispunt met de Gentsesteenweg / Kortrijksesteenweg (N43). Het verkeer van de R8 maakt gebruik van de N395a of N395b.
Het tweede deel beginnen de wegen op de kruising met de Kortrijksestraat / Kuurnsesteenweg en eindigen bij de verbindingslus tussen N395a en N395b (N395e).  Tussen de Noordlaan en de N395e zijn de wegen ook werkelijk parallel aan de R8. Tussen de Kortrijksestraat en de Noordlaan maakt het verkeer van de R8 gebruik van de N395a of N395b.
Het derde deel beginnen de wegen op de kruising met de Mellestraat en eindigen bij het kruispunt met de Gullegemsestraat. De wegen zijn hier ook werkelijk parallel aan de R8.
De N395a en N395b zijn ieder ongeveer 3,3 kilometer lang.

## N395c en N395d
De N395c en N395d zijn beide een aftakking van de N395a/b over de Noordlaan richting het industrieterrein van Kortrijk. Beide wegen zijn eenrichtingsverkeer waarbij het verkeer van de N395a/b over de N395c rijdt, en verkeer naar de N395a/b over de N395d rijdt. De wegen zijn ieder ongeveer 1,5 kilometer lang.

## N395e
De N395e is een verbindingslus voor het doorgaande verkeer van de Izegemsestraat. Door de aanleg van de R8 moet het doorgaande verkeer dat vanuit het noorden over de Izegemsestraat rijdt via de N395e rijden om de Izegemsestraat te kunnen vervolgen of de N395b op te kunnen gaan. Verkeer vanuit het zuiden moet gebruikmaken van de N395b en via de verbinding over de Noordlaan terug over de N395a om de Izegemsestraat te kunnen vervolgen. De N395e is ongeveer 118 meter lang.